# I Nak-jon
I Nak-jon (korejsky 이낙연, anglický přepis: Lee Nak-yeon; * 20. prosince 1952) je jihokorejský politik, který byl v letech 2017–2020 41. předsedou vlády Jižní Koreje. Je členem Demokratické strany, za níž je dlouholetým poslancem. Považuje se (v roce 2020) za jednoho z favoritů prezidentských voleb roku 2022.